# Strijkkwartet nr. 10 (Villa-Lobos)
Heitor Villa-Lobos componeerde zijn Strijkkwartet nr.10 in 1946. Het gehele kwartet vindt een wisseling plaats tussen tonaliteit en atonaliteit. Daarbij valt het slotdeel het meest op, na een passage in 7/8-maatsoort met allerlei dissonanten eindigt het op het C majeur-akkoord.

## Delen
1. Poco animato
2. Adagio
3. Scherzo, allegro vivace
4. Molto allegro

De première werd gegeven in Parijs door het São Paulo Strijkkwartet.

## Bron en discografie
- Uitgave Briljant Classics: Cuarteto Latinoamericano
- Uitgave Naxos: Danubius Kwartet

Strijkkwartet nr. 1 · Strijkkwartet nr. 2 · Strijkkwartet nr. 3 · Strijkkwartet nr. 4 · Strijkkwartet nr. 5 · Strijkkwartet nr. 6 · Strijkkwartet nr. 7 · Strijkkwartet nr. 8 · Strijkkwartet nr. 9 · Strijkkwartet nr. 10 · Strijkkwartet nr. 11 · Strijkkwartet nr. 12 · Strijkkwartet nr. 13 · Strijkkwartet nr. 14 · Strijkkwartet nr. 15 · Strijkkwartet nr. 16 · Strijkkwartet nr. 17